# استون‌دن مسی
استون‌دن مسی (به انگلیسی: Stondon Massey) یک روستا در بریتانیا است که در Stondon Massey واقع شده‌است. استون‌دن مسی ۷۶۷ نفر جمعیت دارد.